# Boksyce
Boksyce – wieś w Polsce, położona w województwie świętokrzyskim, w powiecie ostrowieckim, w gminie Waśniów.
Do 1954 roku istniała gmina Boksyce. W latach 1975–1998 miejscowość administracyjnie należała do województwa kieleckiego.
Przez miejscowość przepływa rzeczka Węgierka, prawy dopływ Świśliny.

## Części wsi
| SIMC    | Nazwa     | Rodzaj                    |
| ------- | --------- | ------------------------- |
| 0275702 | Dwór      | część wsi                 |
| 0275719 | Sławęcice | część wsi (przed 2023 r.) |

## Historia

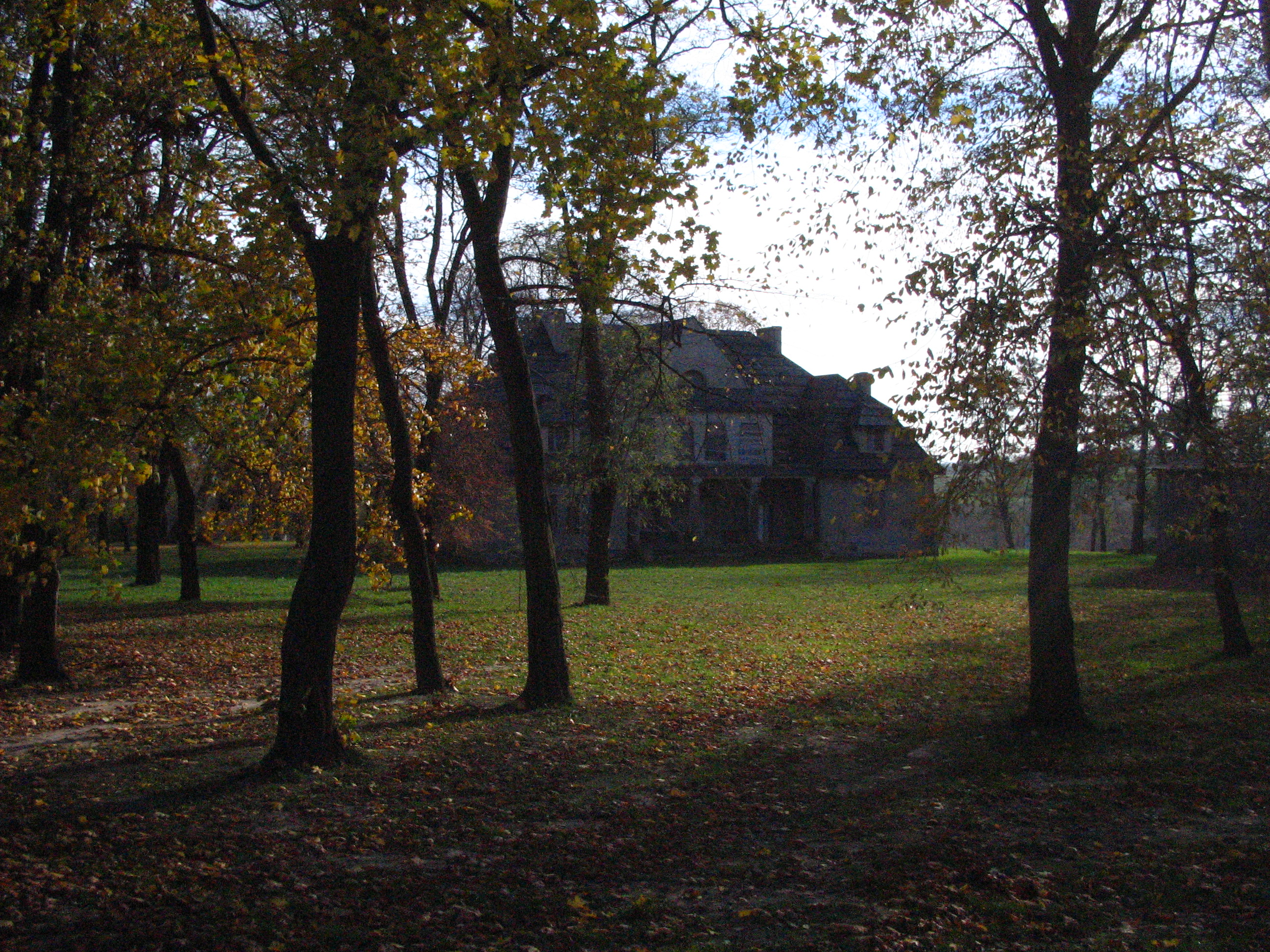
Dwór, listopad 2008 r.

Nazwa miejscowości (w XIX wieku Boksice lub Bokszyce) wywodzi się od archaicznej formy słowiańskiego imienia własnego Boksa. Jest to nazwa patronimiczna, charakterystyczna dla okresu wczesnofeudalnego (kiedy to nastąpiła ekspansja nazw miejscowych z przyrostkiem -ice), świadcząca o wczesnośredniowiecznym pochodzeniu wsi. Od niej wzięło swój początek nazwisko rodziny małopolskiej: Boksycki vel. Bokszycki herbu Tarnawa.
Boksyce były wsią rycerską.
Pierwsze wzmianki o wsi pochodzą z roku 1387 - była wówczas w posiadaniu braci Boksy i Wita. Kolejnymi dziedzicami dóbr byli: Witek z Boksyc h. Tarnawa (1400; Vitco), Piotr (1442), Bartosz z Boksyc i jego żona Śmiechna (1460; Bartosz de Boxyce) oraz Anna Kostecka (1578; należało do niej pół łana). Do 1625 roku Boksyce były własnością Marcina Szydłowskiego, później przeszły w ręce rodziny Brzeskich (Jakub Brzeski), Karskich (w 1737 roku od swoich braci nabył je Szymon Michał Karski, łowczy sandomierski i wiślicki, starosta ulanicki) i Jasieńskich herbu Dołęga – potomków posłów na Sejm Czteroletni.
Z Boksyc pochodził żyjący w średniowieczu krakowski profesor Uniwersytetu Krakowskiego Jakub z Bokszyc, któremu Filip Kallimach poświęcił jeden ze swoich wierszy pt. Do Jakuba z Bokszyc oraz Antoni Teodor Karski - w latach 1748-1774 opat zakonu ojców Benedyktynów na Łysej Górze.
Ostatnim właścicielem dworu była Emilia Lucyna Horoch z domu Jasieńska herbu Dołęga (1883-1970), żona barona Zdzisława Horocha z Leszczan herbu Trąby (1884-1945) i prawnuczka Mikołaja Jasieńskiego herbu Dołęga (1732-1827) z Wielkiej Jasiennej. Jasieńscy z tej linii byli czołowym rodem szlacheckim w Sandomierskiem w XIX wieku.
W Boksycach urodziły się również siostry Emilii Jasieńskiej – Zofia, Natalia i Maria, oraz jej dzieci:
1. Tytus (1919-1945) – od 28 czerwca 1939 mąż Aleksandry Jadwigi z domu Fabrycy h. Pelikan (1916-1951, córki gen. Kazimierza Fabrycego), żołnierz, członek korporacji akademickiej Jagiellonia, zaginął 19 stycznia 1945 w okolicach Przysuchy[16],
2. Mieczysław (1921-1944) – ps. Jodła, żołnierz Brygady Dywersji AK „Broda 53”, odznaczony Krzyżem Walecznych, poległ na Cmentarzu Powązkowskim w Warszawie w nocy z 19/20 lipca 1944 podczas akcji Pawiak[17][18][19] (pochowany na Cmentarzu Wojskowym na Powązkach w kwaterze A 24[20][21]),
3. Zofia (1922-2001) – od 24 stycznia 1943 żona hrabiego Bogdana Edwarda Szembeka (1913-1975)[22].

Tablice nagrobne zmarłych z rodziny Jasieńskich znajdują się w kościele parafialnym w Mominie.
Według Słownika geograficznego Królestwa Polskiego z końca XIX wieku, Boksyce (Boksice) były wsią i folwarkiem w powiecie opatowskim. Posiadały 15 domów, 258 mieszkańców, 795 mórg ziemi dworskiej i 74 morgi ziemi włościańskiej. Znajdował się tu urząd gminny.
Boksyce były siedzibą gminy o powierzchni 10 842 mórg, z czego ziemia dworska zajmowała 6435 mórg, a ziemia włościańska 4407 mórg.
W gminie znajdowały się: gorzelnia, młyn wodny, 4 wiatraki i szkoła początkowa. Sąd gminny okręgu IV miał swoją siedzibę w Kunowie, a stacja pocztowa w Ostrowcu Świętokrzyskim.
W skład gminy wchodziły wówczas: Biechów, Broniszowice, Gaj, Garbacz, Janowice, Jeżów, Kosowice, Kraszków, Łapiguz, Milejowice, Mirogonowice, Momina, Nagórzyce, Oczkowice, Rostylice, Sławęcice, Śnieżkowice, Strupice, Stryczowice, Wesołówka, Wierzbongowice, Witosławice i Wronów.
Z kolei w Księdze adresowej Polski (wraz z w.m. Gdańskiem) dla handlu, przemysłu, rzemiosł i rolnictwa z 1928 roku czytamy, iż Boksyce, wraz z przynależnościami Garbacz i Momina, miały wówczas 302 mieszkańców, a stacja kolei żelaznej, urząd pocztowy, urząd telegraficzny i telefoniczny znajdowały się w Ostrowcu Kieleckim.
Ówczesnymi właścicielami ziemskimi w gminie Boksyce byli: baron Zdzisław Horoch (w jego posiadaniu znajdował się majątek Góra Witosławska wielkości 121 ha), Emilia Horochowa (majątek Boksyce wielkości 339 ha), sukcesorzy Konstantego Jagnińskiego (włości Garbacz – 574 ha), Gustaw Ośniałowski (majątki: Biechów – 143 ha, Śnieżkowice – 230 ha i Strupice – 196 ha), Józefa Reklewska (włości Witosławice – 159 ha), Roman Reklewski (majątek Wronów – 174 ha) i Wincenty Reklewski (majątki Kosowice – 101 ha i Mirogonowice – 243 ha).
W gminie byli dwaj kowale: W. Kędziora i J. Sikora (ich kuźnie znajdowały się w Garbaczu), młynarz Z. Godlewski z Mominy, dwaj murarze: J. Kidoń oraz A. Kotwa (obaj z Garbacza), sklep z artykułami spożywczymi Zgoda w Boksycach (właściciel W. Olech) oraz trzy wiatraki (należące do St. Cichockiego, H. Kota i J. Łukasiewicza).
W okresie PRL funkcjonowała tu Rolnicza spółdzielnia produkcyjna.
Przez Boksyce przebiegała trasa wyścigu Grand Prix Ostrowca Świętokrzyskiego w kolarstwie szosowym rozegranego 25 czerwca 2000 roku.

## Zabytki

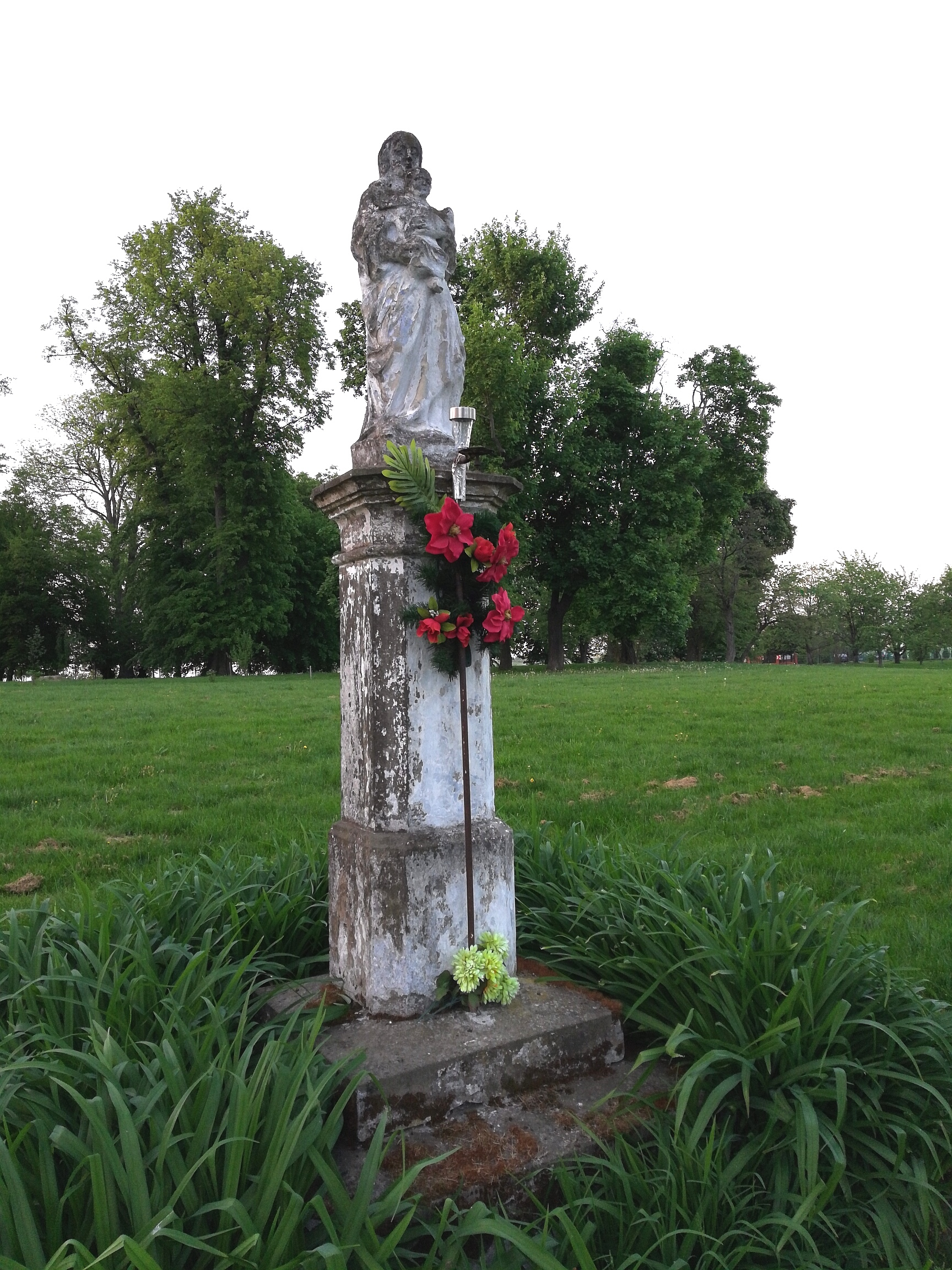
Figura Matki Boskiej z Dzieciątkiem w dworskim parku

W miejscowości znajduje się zespół dworski z początku XX wieku, wpisany do rejestru zabytków nieruchomych (nr rej.: A.617/1-3 z 12.12.1957 i z 31.08.1989):
- dwór alkierzowy z 1916 roku w stylu romantycznym zaprojektowany przez wybitnego polskiego architekta Kazimierza Skórewicza, wybudowany w miejscu poprzedniego, drewnianego dworu spalonego przez Rosjan w 1915 roku[8],
- pozostałości murowanego ogrodzenia z 1920 r.,
- figura Matki Boskiej z Dzieciątkiem z początku XX w.,
- park z XIX w.

W okolicy dworu znajdowały się także spichlerze ze stajnią, kuźnia, czworaki oraz stawy dworskie (dziś zarastające).
Przy drodze do Mominy znajduje się kamienny krzyż przydrożny z 1609 roku ufundowany przez ks. Stanisława z Ruszkowa.

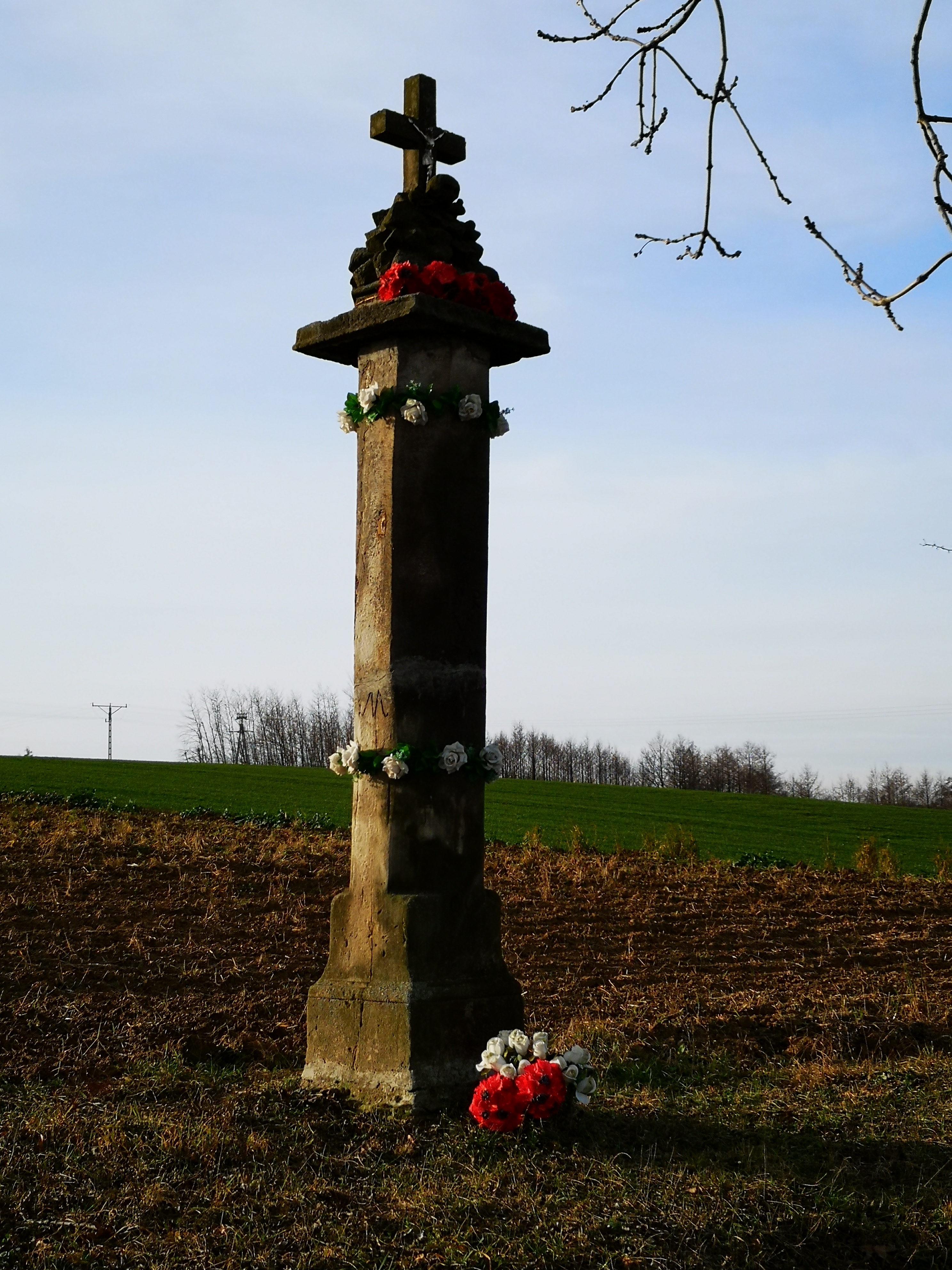
Kamienny krzyż przydrożny z 1609 r.